# Michael Coulter
Pour les articles homonymes, voir Coulter.
Michael (Daley) Coulter, né le 29 août 1952 à Glasgow, est un directeur de la photographie écossais (membre de la BSC).

## Biographie
Michael Coulter débute comme chef opérateur sur le court métrage documentaire Islands of the West de Bill Forsyth, sorti en 1972. Il retrouve ce compatriote réalisateur notamment sur That Sinking Feeling (son premier long métrage, 1980) et Housekeeping (1987, avec Christine Lahti).
Parmi sa quasi trentaine de films (majoritairement britanniques, américains ou en coproduction), mentionnons également Quatre mariages et un enterrement de Mike Newell (1994, avec Hugh Grant et Andie MacDowell), Raison et Sentiments d'Ang Lee (1995, avec Emma Thompson et Kate Winslet), Coup de foudre à Notting Hill de Roger Michell (1999, avec Julia Roberts et Hugh Grant), ainsi que Braquage à l'anglaise de Roger Donaldson (2008, avec Jason Statham et Saffron Burrows).
Son dernier film est Nasty Women (en) de Chris Addison (avec Anne Hathaway et Alex Sharp, sortie prévue en 2018).
À noter qu'au cours de sa formation, au début des années 1980, il est premier ou deuxième assistant opérateur sur quatre films français (ou en coproduction), dont Coup de torchon de Bertrand Tavernier (1981).
Pour la télévision, il dirige les prises de vues sur trois téléfilms (1990-1996) et trois épisodes (2017) de la série Shetland.
Le film Raison et Sentiments précité lui vaut une nomination à l'Oscar de la meilleure photographie et une autre au British Academy Film Award de la meilleure photographie.

## Filmographie partielle

### Directeur de la photographie

#### Cinéma
- 1972 : Islands of the West de Bill Forsyth (court métrage documentaire)
- 1980 : That Sinking Feeling de Bill Forsyth
- 1981 : Une fille pour Gregory (Gregory's Girl) de Bill Forsyth
- 1985 : The Good Father de Mike Newell
- 1987 : Housekeeping de Bill Forsyth
- 1989 : Breaking In de Bill Forsyth
- 1991 : L'Amour en larmes (Where Angels Fear to Tread) de Charles Sturridge
- 1992 : Une longue journée qui s'achève (The Long Day Closes) de Terence Davies
- 1994 : Quatre mariages et un enterrement (Four Wedding and a Funeral) de Mike Newell
- 1994 : Les Mille et une vies d'Hector (Being Human) de Bill Forsyth
- 1995 : The Neon Bible de Terence Davies
- 1995 : Raison et Sentiments (Sense and Sensibility) d'Ang Lee
- 1997 : Le Mystère des fées : Une histoire vraie (Fairy Tale: A True Story) de Charles Sturridge
- 1998 : Le Géant et moi (My Giant) de Michael Lehmann
- 1999 : Coup de foudre à Notting Hill (Notting Hill) de Roger Michell
- 1999 : Mansfield Park de Patricia Rozema
- 2002 : Feu de glace (Killing Me Softly) de Chen Kaige
- 2003 : Love Actually de Richard Curtis
- 2008 : Braquage à l'anglaise (The Bank Job) de Roger Donaldson
- 2019 : Le Coup du siècle (The Hustle) de Chris Addison

#### Télévision
(téléfilms, sauf mention contraire)
- 1990 : The Widowmaker de John Madden
- 1993 : Liaisons étrangères (Foreign Affairs) de Jim O'Brien
- 1996 : Eskimo Day de Piers Haggard
- 2017 : Série Shetland, saison 4 (en développement), épisodes 4, 5 et 6

### Autres fonctions
(cinéma)
- 1980 : Une semaine de vacances de Bertrand Tavernier (deuxième assistant opérateur)
- 1980 : La Mort en direct de Bertrand Tavernier (deuxième assistant opérateur)
- 1981 : Coup de torchon de Bertrand Tavernier (premier assistant opérateur)
- 1982 : Espion, lève-toi d'Yves Boisset (premier assistant opérateur)
- 1983 : Local Hero de Bill Forsyth (cadreur)
- 1987 : Gens de Dublin (The Dead) de John Huston (cadreur)
- 2013 : La Prophétie de l'anneau (The Lovers) de Roland Joffé (prises de vues additionnelles)
- 2014 : Maléfique (Maleficent) de Robert Stromberg (prises de vues additionnelles)

## Distinctions (sélection)
- 1996 : Nomination à l'Oscar de la meilleure photographie, pour Raison et Sentiments ;
- 1996 : Nomination au British Academy Film Award de la meilleure photographie, pour Raison et Sentiments ;
- 1998 : Nomination au Chlotrudis Award de la meilleure photographie, pour Le Mystère des fées : Une histoire vraie.